# 比瓦比克 (明尼蘇達州)
比瓦比克（英語：Biwabik）是一個位於美國明尼蘇達州聖路易斯縣的城市。

## 人口
根據2020年美國人口普查的數據，比瓦比克的面積為25.72平方千米，當中陸地面積為22.69平方千米，而水域面積為3.03平方千米。當地共有人口961人，而人口密度為每平方千米37人。